# HD 1185
HD 1185 — белая звезда главной последовательности, находящаяся в созвездии Андромеда на расстоянии приблизительно 320,96 св. лет от Земли. Является двойной или кратной звездой. По состоянию на 2007 год, радиус звезды оценивается в 2,18 солнечного радиуса. Исходя из положительной радиальной скорости, звезда удаляется от Солнца. Планет у HD 1185 обнаружено не было. Звезда видима невооружённым глазом на ночном небе.